# Patinoire Wollman

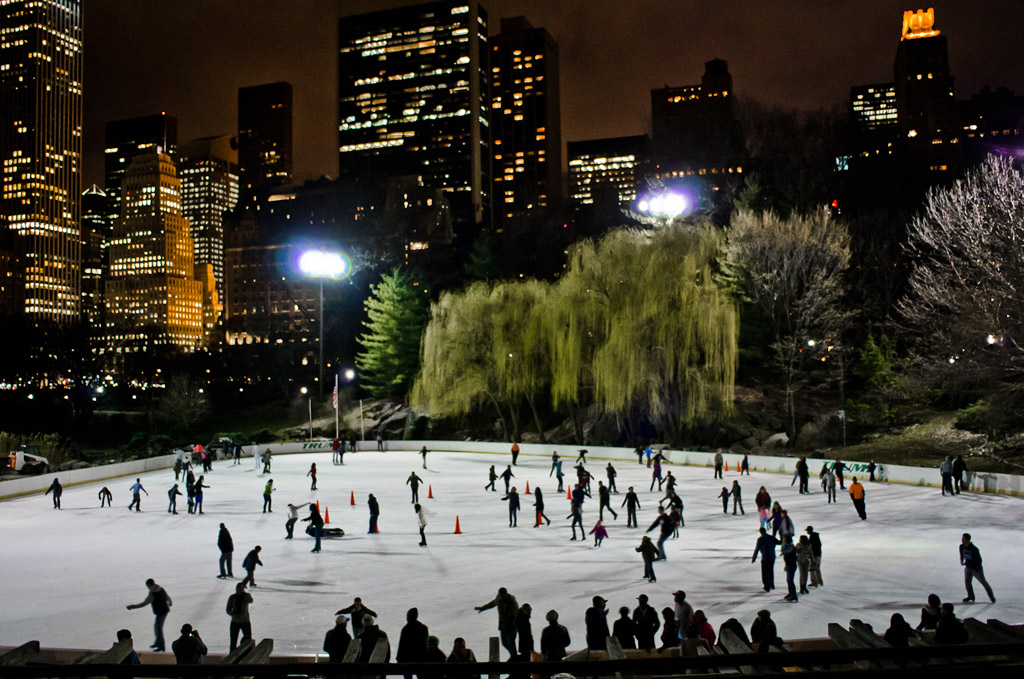
La patinoire de nuit.

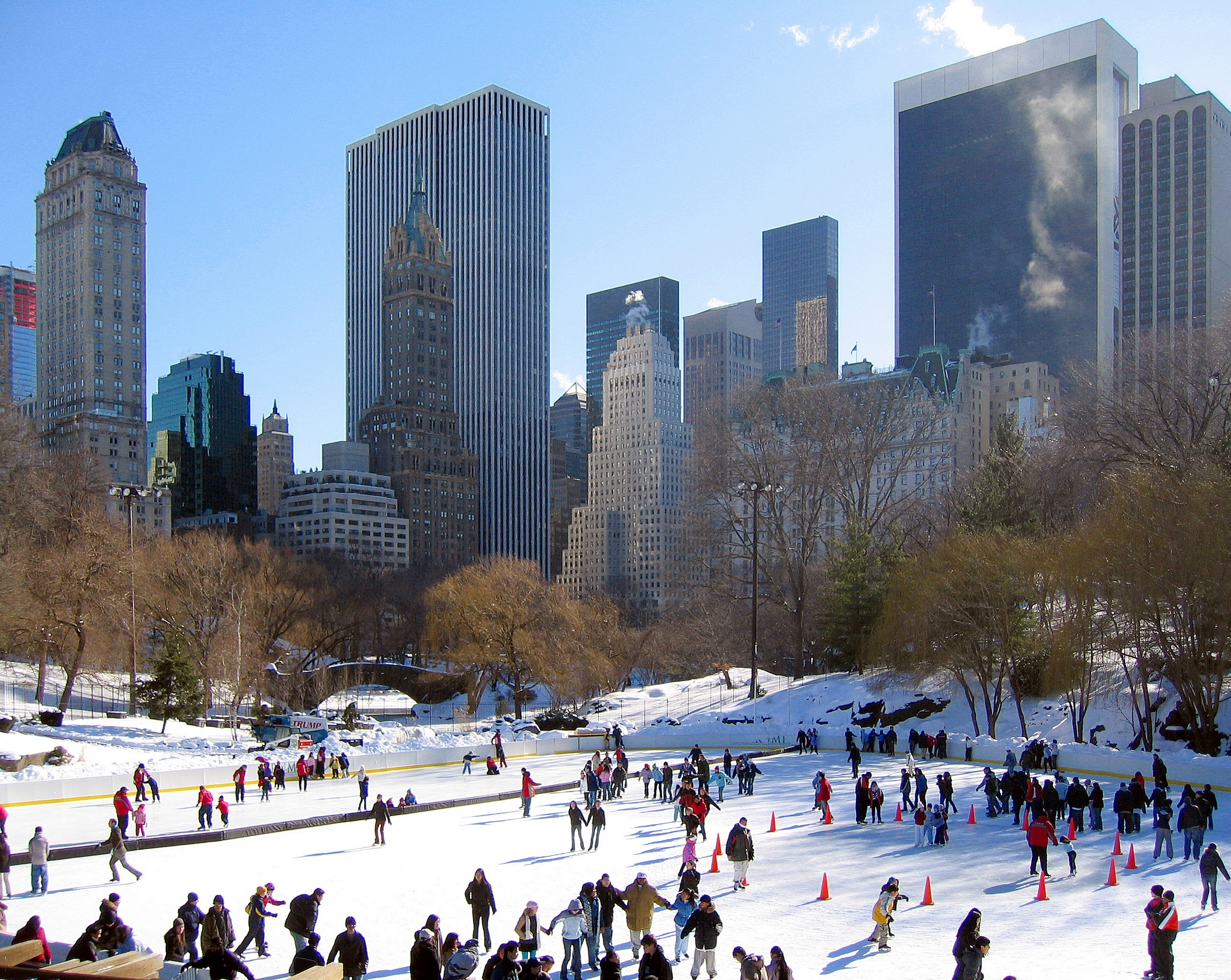
La patinoire durant la journée.

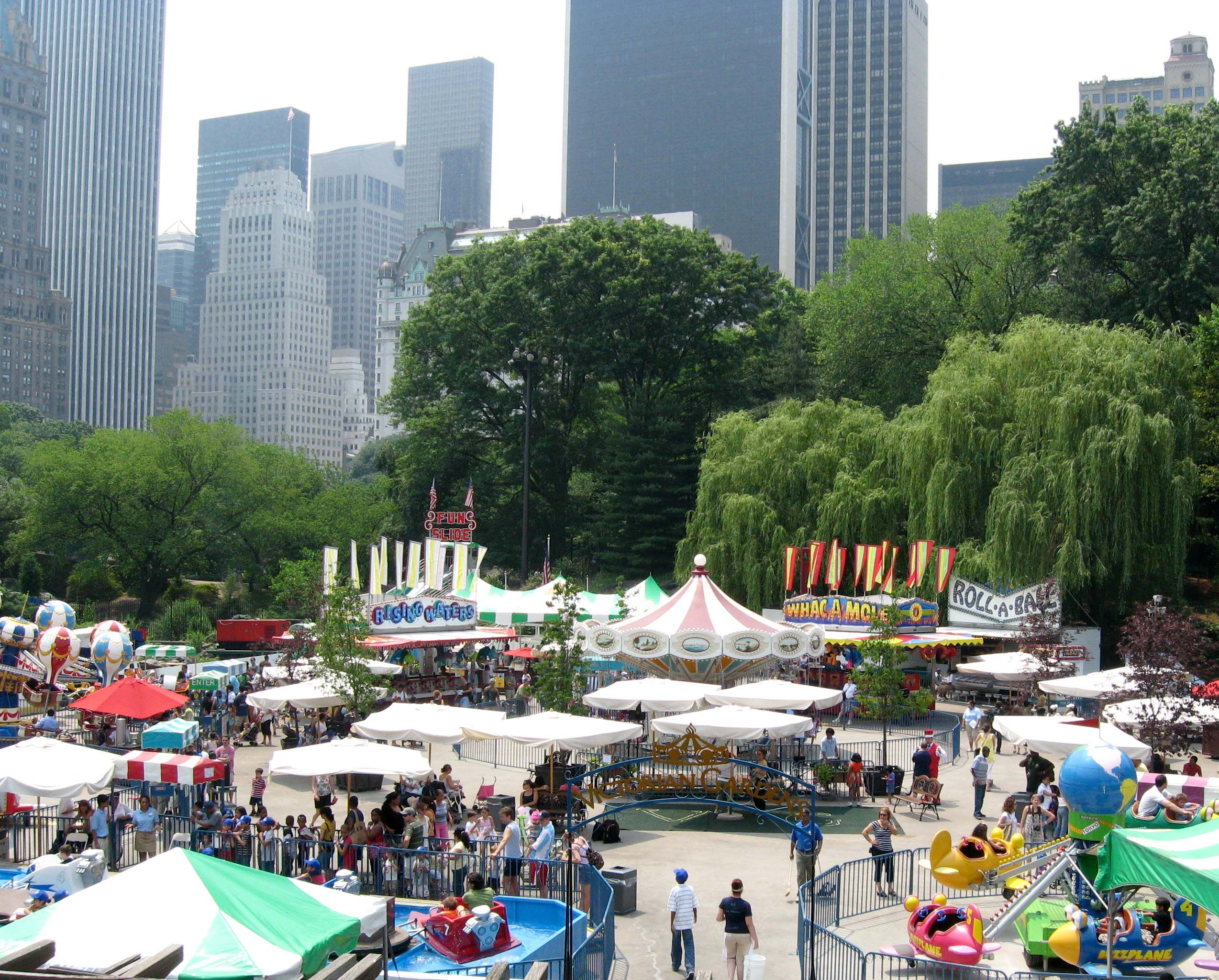
Le parc d'attractions durant l'été.

La patinoire Wollman (Wollman Rink) est une célèbre patinoire à ciel ouvert de New York, située au sud-est de Central Park, sur un ancien étang asséché de l'île de Manhattan. 
Ouverte en 1949, la patinoire est encore en fonction. Elle a été construite sur fonds privés, par un don de 600 000 dollars issu de l'héritage de William Wollman, opérateur à la bourse des valeurs de Kansas City puis de New York, offert par sa sœur Kate Wollman.
La patinoire est ouverte pour le patinage sur glace d'octobre à avril, et à d'autres fins durant l'entre-saison.
Elle est une des grandes attractions de New York et a servi de décor à de nombreux films, dont Love Story, Maman, j'ai encore raté l'avion, Un amour à New York et d'autres.

## Grands concerts de Central Park
Pendant de nombreuses années, durant l'été, la Patinoire Wollman accueille une série de concerts en plein air de rock, pop, musique country et jazz. Puis le Wollman Theatre s'y installe. 
S'y sont produits à partir de 1957 dans de mémorables concerts, Billie Holiday, Bud Powell, Lionel Hampton, le Dave Brubeck Quartet, Dizzy Gillespie, Buddy Rich, Dinah Washington et d'autres. Puis s'y sont tenus des festivals de musique l'été : Rheingold Central Park Music Festival (1966-1967), Schaefer Music Festival (en) (1968-1976), Dr Pepper Music Festival (1977-1980). Led Zeppelin, The Allman Brothers Band, Tammy Wynette, Peggy Lee, Leonard Cohen, Judy Collins et Pete Seeger sont quelques-uns des grands noms qui ont joué pour les 5 000 places de la Wollman au cours de ces années.
Actuellement la patinoire Wollman n'accueille plus de concerts en été, mais le parc d'attraction Victorian Gardens (en) exploité par The Trump Organization.

## Rénovation par Donald Trump
La patinoire ferme pour travaux de rénovation en 1980. Les travaux devaient durer deux ans pour un montant de 9,1 millions de dollars, mais sont retardés répétitivement par des erreurs de conception et de planning. En 1985, « après six ans et 13 millions engloutis », ils sont interrompus par des fuites du système de refroidissement ; car au lieu du procédé classique pour produire de la glace, la ville avait opté pour un système au fréon, supposé plus économique mais peu testé (et qu'on accusera plus tard de détruire la couche d'ozone).
Alors que « la patinoire était devenu un emblème du dysfonctionnement de la cité », en juin 1986 le maire de New York Ed Koch annonce que Donald Trump propose « un très bon contrat » : achever la réfection de la patinoire avant Noël, renoncer à tout bénéfice, prendre à sa charge tout dépassement de coût, ou si le coût est inférieur au budget, la ville paiera moins (« If it costs less, we'll pay less. If it costs more, he'll pay.) ». À condition également que le nom TRUMP reste attaché au site. 
La patinoire rouvre ses portes au public le 13 novembre 1986, après quatre mois de travaux seulement, plus d'un mois avant le délai fixé, et un coût final 25 % inférieur au budget prévu, qui n'était que de 3 millions de dollars, comparés au 13 millions dépensés antérieurement en pure perte.
Trente ans plus tard, David Freedlander écrira dans Bloomberg que cette affaire explique la candidature de Donald Trump à l'élection présidentielle américaine,.